# Rostelecom Cup de 2013
Rostelecom Cup de 2013 (também conhecida como Cup of Russia) foi a décima oitava edição da Rostelecom Cup, um evento anual de patinação artística no gelo organizado pela Federação de Patinação Artística da Rússia (em russo:  Федерация фигурного катания на коньках Росси), e que fez parte do Grand Prix de 2013–14. A competição foi disputada entre os dias 22 de novembro e 24 de novembro, na cidade de Moscou, Rússia.

## Eventos
- Individual masculino
- Individual feminino
- Duplas
- Dança no gelo

## Medalhistas
| Evento                        | Ouro                                         | Prata                                  | Bronze                                           |
| Individual masculino detalhes | Tatsuki Machida · Japão                      | Maxim Kovtun · Rússia                  | Javier Fernández · Espanha                       |
| Individual feminino detalhes  | Julia Lipnitskaia · Rússia                   | Carolina Kostner · Itália              | Mirai Nagasu · Estados Unidos                    |
| Duplas detalhes               | Aliona Savchenko · Robin Szolkowy · Alemanha | Vera Bazarova · Yuri Larionov · Rússia | Kirsten Moore-Towers · Dylan Moscovitch · Canadá |
| Dança no gelo detalhes        | Ekaterina Bobrova · Dmitri Soloviev · Rússia | Kaitlyn Weaver · Andrew Poje · Canadá  | Madison Chock · Evan Bates · Estados Unidos      |

## Resultados

### Individual masculino
| Pos.              | Nome               | Nacionalidade  | Pontos | PC        | PL         |
| ----------------- | ------------------ | -------------- | ------ | --------- | ---------- |
| Medalha de ouro   | Tatsuki Machida    | Japão          | 257.00 | 84.90 (2) | 172.10 (1) |
| Medalha de prata  | Maxim Kovtun       | Rússia         | 240.34 | 92.53 (1) | 147.81 (4) |
| Medalha de bronze | Javier Fernández   | Espanha        | 226.99 | 81.87 (3) | 145.12 (5) |
| 4                 | Konstantin Menshov | Rússia         | 223.03 | 72.43 (4) | 150.60 (3) |
| 5                 | Richard Dornbush   | Estados Unidos | 215.45 | 63.74 (7) | 151.71 (2) |
| 6                 | Artur Gachinski    | Rússia         | 211.49 | 72.18 (5) | 139.31 (6) |
| 7                 | Peter Liebers      | Alemanha       | 197.65 | 65.38 (6) | 132.27 (7) |
| 8                 | Misha Ge           | Uzbequistão    | 190.28 | 63.23 (8) | 127.05 (8) |
| WD                | Joshua Farris      | Estados Unidos | —      | — (WD)    |            |

### Individual feminino
| Pos.              | Nome                   | Nacionalidade  | Pontos | PC        | PL         |
| ----------------- | ---------------------- | -------------- | ------ | --------- | ---------- |
| Medalha de ouro   | Julia Lipnitskaia      | Rússia         | 190.80 | 72.24 (1) | 118.56 (2) |
| Medalha de prata  | Carolina Kostner       | Itália         | 190.12 | 67.74 (2) | 122.38 (1) |
| Medalha de bronze | Mirai Nagasu           | Estados Unidos | 175.37 | 60.44 (4) | 114.93 (3) |
| 4                 | Elizaveta Tuktamysheva | Rússia         | 171.87 | 60.16 (5) | 111.71 (5) |
| 5                 | Satoko Miyahara        | Japão          | 165.76 | 56.57 (6) | 109.19 (6) |
| 6                 | Agnes Zawadzki         | Estados Unidos | 163.21 | 60.45 (3) | 102.76 (8) |
| 7                 | Kanako Murakami        | Japão          | 162.46 | 49.24 (9) | 113.22 (4) |
| 8                 | Nikol Gosviani         | Rússia         | 157.17 | 50.21 (7) | 106.96 (7) |
| 9                 | Haruka Imai            | Japão          | 145.30 | 49.55 (8) | 95.75 (9)  |

### Duplas
| Pos.              | Nome                                    | Nacionalidade  | Pontos | PC        | PL         |
| ----------------- | --------------------------------------- | -------------- | ------ | --------- | ---------- |
| Medalha de ouro   | Aliona Savchenko / Robin Szolkowy       | Alemanha       | 206.33 | 73.25 (1) | 133.08 (1) |
| Medalha de prata  | Vera Bazarova / Yuri Larionov           | Rússia         | 201.61 | 69.72 (2) | 131.89 (2) |
| Medalha de bronze | Kirsten Moore-Towers / Dylan Moscovitch | Canadá         | 188.73 | 65.65 (3) | 123.08 (4) |
| 4                 | Ksenia Stolbova / Fedor Klimov          | Rússia         | 188.10 | 57.20 (6) | 130.90 (3) |
| 5                 | Julia Antipova / Nodari Maisuradze      | Rússia         | 181.50 | 62.87 (4) | 118.63 (5) |
| 6                 | Alexa Scimeca / Chris Knierim           | Estados Unidos | 173.70 | 59.56 (5) | 114.14 (6) |
| 7                 | Lindsay Davis / Rockne Brubaker         | Estados Unidos | 151.90 | 51.59 (7) | 100.31 (7) |
| 8                 | Narumi Takahashi / Ryuichi Kihara       | Japão          | 141.41 | 48.64 (8) | 92.77 (8)  |

### Dança no gelo
| Pos.              | Nome                                    | Nacionalidade  | Pontos | PC        | PL         |
| ----------------- | --------------------------------------- | -------------- | ------ | --------- | ---------- |
| Medalha de ouro   | Ekaterina Bobrova / Dmitri Soloviev     | Rússia         | 168.32 | 68.42 (1) | 99.90 (2)  |
| Medalha de prata  | Kaitlyn Weaver / Andrew Poje            | Canadá         | 163.14 | 61.50 (2) | 101.64 (1) |
| Medalha de bronze | Madison Chock / Evan Bates              | Estados Unidos | 153.37 | 57.80 (4) | 95.57 (3)  |
| 4                 | Ekaterina Riazanova / Ilia Tkachenko    | Rússia         | 152.36 | 58.59 (3) | 93.77 (4)  |
| 5                 | Ksenia Monko / Kirill Khaliavin         | Rússia         | 145.92 | 55.83 (5) | 90.09 (5)  |
| 6                 | Piper Gilles / Paul Poirier             | Canadá         | 134.66 | 51.14 (6) | 83.52 (6)  |
| 7                 | Gabriella Papadakis / Guillaume Cizeron | França         | 124.27 | 44.49 (8) | 79.78 (7)  |
| 8                 | Siobhan Heekin-Canedy / Dmitri Dun      | Ucrânia        | 123.57 | 45.00 (7) | 78.57 (8)  |

## Quadro de medalhas
| Ordem | País           | Medalha de ouro | Medalha de prata | Medalha de bronze |    | Ordem por total |
| ----- | -------------- | --------------- | ---------------- | ----------------- | -- | --------------- |
| 1     | Rússia         | 2               | 2                |                   | 4  | 1               |
| 2     | Alemanha       | 1               |                  |                   | 1  | 4               |
| 2     | Japão          | 1               |                  |                   | 1  | 4               |
| 4     | Canadá         |                 | 1                | 1                 | 2  | 2               |
| 5     | Itália         |                 | 1                |                   | 1  | 4               |
| 6     | Estados Unidos |                 |                  | 2                 | 2  | 2               |
| 7     | Espanha        |                 |                  | 1                 | 1  | 4               |
| TOTAL | TOTAL          | 4               | 4                | 4                 | 12 | —               |